# فیلیپ ژاروسکی
فیلیپ ژاروسکی (به فرانسوی: Philippe Jaroussky) (زادهٔ ۱۳ فوریهٔ ۱۹۷۸) خواننده فرانسوی اپرا با صدای کنترتنور است. او بیشتر برای اجرای اپراها و کانتاتاهای دوره باروک شهرت دارد.